# Egelsee (Basel)
Der Egelsee lag in nordöstlicher Richtung der Schweizer Stadt Basel. Auf Kantonsgebiet, welches heute als Hirzbrunnen-Quartier benannt ist und an der Grenze zur Agglomerationsgemeinde Riehen liegt.
Der Egelsee war nie ein See, der zum Baden geeignet gewesen wäre. Da er ein stehendes Gewässer mit geringer Tiefe war, wäre die Bezeichnung Tümpel richtig gewesen.

## Geschichte
Die Entstehung des Egelsees könnte auf das frühe 13. Jahrhundert zurückgehen. Um die Ansiedlung von Gewerbebetrieben im minderen Basel zu fördern, hat man 1225 mit dem Bau des Riehenteichs begonnen. Ab der Wiese bis zum Rhein durchquerte der Wasserkanal weite Matten im Bann des minderen Basel. So auch eine Exerziermatte die diverse Mulden aufwies. Nach einem Hochwasser in der Wiese und dadurch auch im Riehenteich füllten sich die Mulden. Der grösste Tümpel erhielt den Namen Egelsee wohl deshalb, weil sich darin Blutegel und Schnaken sammelten.
Der Name Egelsee wurde auch für eine angrenzende Matte übernommen. Dies geht aus einer Urkunde die auf das Jahr 1363 zurückgeht hervor. Unter den Spital-Gütern wird die Egelseematte erwähnt.
Die Existenz des Egelsees ist ebenfalls urkundlich belegt. Am 16. Juli 1456 ist in einer solchen zu lesen: Madame «Ennelin Texslin, Wittwe, verbeiständet von ihrem Oheim, Meister Oswald Stehelin, dem Waffenschmied, Burger zu Basel, bekennt, für die ihr durch Heinrich Zschampo verpfändete und von diesem an die Kartäuser zu Klein Basel verkaufte Schenkmatt, gelegen daselbst «ob dem Usloss» gegenüber dem Egelsee, durch andere Güter entschädigt worden zu sein und keine Ansprüche mehr darauf zu haben».
Eine weitere Urkunde bezeugt: «Am 29. Oktober 1457 gibt das Kloster St. Clara eine Matte im Klein Basel ob dem Egelsee dem Hans Zuber Rebmann zu Basel in Erbleihe»
Der Egelsee wurde auch als ein «Waldtümpel» bezeichnet. Wann und wie, ob auf natürliche Weise oder durch Pflanzung, der Wald um und im See entstanden ist, ist leider nicht überliefert. Er dürfte jedoch ab Mitte des 15. Jahrhunderts entstanden sein. Am 18. Dezember 1499 wird die Existenz eines Holzes im Egelsee erstmals urkundlich festgestellt. Demzufolge erwarb der Rat der Stadt mehrere «Stück Holzes im Bann Minder Basel im Egelsee». So am 18. Dezember 1499, am 15. Februar 1500, am 25. Januar 1501 und am 1. Oktober 1513. In alten Stadtplänen wird dieser Wald als Egelseeholz oder Egelseewald bezeichnet und bedeckt eine Fläche von etwa 33'600 m².
Am 16. Dezember 1850 verpflichtet sich Herr Richter-Lindner zu einer «Correction des Teichbordes längs dem Egelsee Wäldchen und Benützung desselben zu Errichtung einer Giebelwand für das Radhaus». Durch einen Grossbrand im Jahre 1845 wurde die ehemalige Hagenbach’sche Bleiche stark beschädigt. Ab 1850 betrieb Johann Jakob Richter-Linder in den wieder aufgebauten Gebäuden eine Bandfabrik. Das Radhaus steht über dem Riehenteich und grenzt unmittelbar an das Egelseeholz.
Vor dem Hintergrund der preussischen Bedrohung im Neuenburgerhandel wurden ab Ende 1856 bis Anfang 1857 von der Einmündung der Birs in den Rhein, über das Egelseeholz und weiter Richtung Kleinhüningen, Feldbefestigungen und Artillerieschanzen durch die Eidgenössischen Truppen unter General Dufour gebaut. Nach dem Stadtplan von Baader aus dem Jahre 1838, mit Ergänzungen von 1857, wurde eine Schanze mitten im Egelseeholz erstellt.

## Namensänderungen
Im Jahre 1820 erscheint erstmals ein neuer Name für die nun seit gut 600 Jahren als Egelsee bezeichneten Gebiete. Im «Gescheidsregister» wird im Klein Basel, in der Section A, No. 19, unter «Eglisee» aufgeführt: «Wald 11 Jucharten, 60 Ruten, 64 Schuh». Dies wird als «Stadt-Gut» bezeichnet. Auch im «Hofer Stadtplan von Basel-Stadt» aus dem Jahre 1820 wird nun der Name «Eglisee» verwendet.
Offensichtlich kann man sich nicht auf Anhieb auf den neuen Namen einigen, denn 1845 werden im «Kantons Blatt» immer noch die Egelsee-Matten erwähnt.
Am 18. Mai 1852 übertragen jedoch die «Erben Wittwe Ryhiner-Faesch an Ruth und Heinrich Ryhiner die Eglisee Matten». Der Stadtplan von E. Schumacher aus dem Jahre 1878 benennt die Gebiete ebenfalls als «Egliseeholz» und «Egliseematten».
Warum diese Namensänderung auf «Eglisee» vorgenommen wurde, ist unbekannt. Ein Bezug zu «Egli», der in der Schweiz gebräuchlichen Bezeichnung für den Flussbarsch, ist möglich, aber nicht nachgewiesen. Dieser Fisch wird im Rhein gefangen und ist auf den Speisekarten gerne gesehen; sein Habitat sind auch Süsswasserseen.

## Trockenlegung des Eglisees
In etwa um die Mitte des 19. Jahrhunderts wurde der «Eglisee» trockengelegt. Als «Naherholungsgebiet» war das «Egliseeholz» mit seinen Schnaken und Blutegel nicht sehr attraktiv. Auch für eine Waldnutzung und Pflege war der Tümpel eher hinderlich.

Planausschnitt des Gebiets «Eglisee» (1896)

Bereits auf der Siegfriedkarte von Basel-Stadt (1880) und auf dem Stadtplan von Basel-Stadt von 1896 ist ein Wanderweg ab der Riehenstrasse in nördlicher Richtung bis zum Riehenteich, diesem entlang in nordöstlicher Richtung bis in die Lange Erlen eingezeichnet. Kurz vor dem Riehenteich führt eine Abzweigung nach Westen, in Längsrichtung durch das «Egliseeholz», zur Bandfabrik und weiter dem Riehenteich entlang zurück in die Stadt.

## Veränderungen des Egliseeholzes
1910 wurde vor dem «Egliseeholz» mit dem Bau des «Luft- und Sonnenbad Egliseeholz» begonnen. Für diese Anlage mussten einige Bäume des «Egliseeholzes» entfernt werden.
Die um 1920 erstellte Fasanenstrasse durchquert etwa in der Mitte das «Egliseeholz». Wieder wurden Bäume gefällt.
1930/31 wurde das «Luft- und Sonnenbad Egliseeholz» umgebaut und erweitert. Für die Erweiterung und die neue Liegewiese musste über die Hälfte des «Egliseeholzes» entfernt werden. Einzelne alte Bäume konnten in die neue Anlage integriert werden. Zur Wiedereröffnung erhielt nun das Gartenbad den Namen Eglisee.
Die Fläche des ehemaligen «Egliseeholzes» schrumpfte von etwa 33'600 m² auf unter 13'000 m². In den 1960er Jahren wurde begonnen die Waldfläche wieder zu vergrössern. Die östlich an das «Egliseeholz» angrenzenden «Egliseematten» wurden aufgeforstet. Heute (2015) ist die Waldfläche sogar grösser als im Jahre 1910.